# History Today
History Today est une revue mensuelle britannique de vulgarisation consacrée à l'histoire.

## Historique
La revue fut créée en janvier 1951 par l'homme politique conservateur Brendan Bracken (1901-1958), ancien ministre de l'Information (1941-1945) puis Premier Lord de l'Amirauté (1945) dans le premier cabinet dirigé par Winston Churchill et, par ailleurs, fondateur de la version moderne du quotidien économique Financial Times.
De 1951 à 1979, la revue fut dirigée par l'écrivain Peter Quennell (1903-1988), qui s'est par ailleurs illustré dans des domaines tels que la poésie, les biographies, l'histoire de la littérature et la critique littéraire.
Depuis 1980, la revue n’a plus de liens structurels avec le Financial Times et s'appuie sur un conseil éditorial de dix-sept membres majoritairement composé d’universitaires britanniques (neuf) ou de résidents d’autres pays anglophones (cinq).
Son comité exécutif est composé d’Andy Patterson (le directeur de la publication) et de Paul Lay (le rédacteur en chef).
De 1995 à avril 2012 History Today publiait aussi la revue-sœur History Review trois fois par année (en septembre, décembre et mars) ; les anciens numéros sont encore disponibles via la revue actuelle.
La revue dispose d'un site Web à partir duquel sont accessibles tous les articles publiés depuis 1980, moyennant une inscription gratuite qui donne accès à la recherche multicritères dans l'ensemble de la base et à la visualisation des 250 premiers mots de chaque article. La consultation intégrale des archives fait l’objet d’un abonnement annuel d’un montant de 70 livres sterling (avec de très importantes réductions, selon diverses formules, pour les souscripteurs d’abonnements papier à l’une ou l’autre des deux revues).
Depuis 1994, History Today est avec l’éditeur Longman (filiale du groupe Pearson depuis 1968) l’organisateur des « Longman/History Today Awards (en) » qui décernent chaque année plusieurs récompenses :
- Longman-History Today Book of the Year (Livre de l’année) depuis 1994 ;
- Longman-History Today Essay (Essai de l’année) de 1994 à 1998 ;
- Longman-History Today New Generation Book of the Year depuis 1999 ;
- Historical Picture Researcher of the Year de 2000 à 2004 et depuis 2008 ;
- Historical Film of the Year en 2001, 2002 et 2004 ;
- History Today Television Film of the Year en 2003 ;
- Undergraduate Dissertation of the Year depuis 2001 ;
- Longman History Today Trustees award depuis 2007 ;
- Local History Project Award en 2008.